# Rømskog
Rømskog és un municipi situat al comtat d'Østfold, Noruega. Té 672 habitants (2016) i té una superfície de 183 km². El centre administratiu del municipi és el poble homònim. Rømskog va ser creat l'1 de gener de 1902.
El punt més alt del comtat d'Østfold, la muntanya Slavasshøgda (336 metres), es troba en aquest municipi.

## Informació general

### Nom
El nom del municipi en nòrdic antic era Rymmsskógr. El primer element del nom és el cas genitiu del llac Rymr (ara Rømsjøen) i l'últim element és skógr que significa «fusta» o «bosc». El significat de Rymr és desconegut.

### Escut d'armes
L'escut d'armes li va ser atorgat el 22 de juliol de 1983. Mostra dues pinces de tala sobre un fons blau, ja que la silvicultura és el recurs d'ingressos municipals més gran.